# Distrikt Coata
Der Distrikt Coata liegt in der Provinz Puno in der Region Puno im Süden Perus. Der Distrikt besitzt eine Fläche von 101 km². Beim Zensus 2017 wurden 6941 Einwohner gezählt. Im Jahr 1993 lag die Einwohnerzahl bei 6301, im Jahr 2007 bei 7387. Sitz der Distriktverwaltung ist die 3814 m hoch gelegene Ortschaft Coata mit 413 Einwohnern (Stand 2017). Coata befindet sich 31 km nordnordöstlich der Regions- und Provinzhauptstadt Puno.

## Geographische Lage
Der Distrikt Coata liegt am Westufer des Titicacasees im Norden der Provinz Puno. Der Distrikt liegt an der Mündung des Río Coata. Der östliche Teil des Distrikts liegt auf der Halbinsel Capachica.
Der Distrikt Coata grenzt im grenzt im Südwesten an den Distrikt Huata, im Nordwesten an den Distrikt Caracoto (Provinz San Román), im Norden an den Distrikt Pusi (Provinz Huancané) sowie im Osten an den Distrikt Capachica.

## Ortschaften
Im Distrikt gibt es neben dem Hauptort folgende größere Ortschaften:
- Almosanche (276 Einwohner)
- Angel Carata (215 Einwohner)
- Isañura
- Jochi San Francisco (561 Einwohner)
- Llachahui Carata (249 Einwohner)
- Putucune Pata (202 Einwohner)
- Sucasco (977 Einwohner)